# Vliv pandemie covidu-19 na zdravotníky
Pandemie covidu-19 zasáhla zdravotníky fyzicky i psychicky. Zdravotníci jsou vůči infekci zranitelnější než běžná populace kvůli častému kontaktu s nakaženými pacienty. Musí pracovat ve stresových podmínkách bez řádných ochranných prostředků a dělat obtížná rozhodnutí s etickým přesahem. Zdravotní a sociální systémy na celém světě se tuto situaci snaží zvládnout. Situace je obzvláště náročná v nestabilních a nízkopříjmových zemích, kde jsou zdravotní a sociální systémy. Péče o sexuální a reprodukční zdraví jsou zde odsunuty na vedlejší kolej, což vede k vyšší úmrtnosti a nemocnosti matek.

## Výzvy

### Infekce
Světová zdravotnická organizace uvedla, že v některých zemích je koronavirem nakažen jeden z deseti zdravotníků. V březnu 2020 v Itálii bylo z celkového počtu nakažených postiženo 9 % zdravotníků. V květnu 2020 oznámila Mezinárodní rada sester, že během pandemie se nakazilo minimálně 90 000 zdravotníků a více než 260 sester zemřelo. Jeden ze čtyř lékařů ve Spojeném království byl v březnu 2020 nemocný, v karanténě nebo se staral o člena rodiny s covidem-19.
Vláda Spojeného království oznámila, že zdravotníci, kteří jsou již v důchodu, budou opět navráceni do systému, aby pomohli během krize covidu-19. To vedlo k obavám, že by mohli být vystaveni vyššímu riziku závažného onemocnění.

### Nedostatek OOP (osobních ochranných prostředků)
Nouze ohledně osobních ochranných prostředků byla hlášena z několika zemí. Nedostatečné školení personálu, chybějící osobní ochranné prostředky, nízké pochopení toho, jak je používat, a zmatené návody k jejich použití vedly k infekcím a úmrtím mezi zdravotníky v Číně.
Mnoho nemocnic ve Spojených státech amerických hlásilo nedostatek osobních ochranných prostředků pro personál. S rostoucím počtem případů covidu-19 se předpokládá, že Spojené státy budou potřebovat mnohem více chirurgických masek, než mají v současnosti.
Jedna studie použila kvalitativní přístup výzkumu, když prostřednictvím rozhovorů se sestrami zaznamenávala jejich zpětnou vazbu na nedostatek personálu, dlouhé přesčasy a nespolupracující pacienty. Jedna z účastnic poskytla vypovídající odpověď: „Nejsem vůbec schopná spát, a když konečně usnu, je zase čas vstávat“. Sestry jsou přetížené tím, že musí zastupovat nedostatek personálu, a to ve ztížených pracovních podmínkách. Další svědectví znělo: „Nošení osobních ochranných prostředků bylo nejproblematičtější. Žádné jídlo ani voda po dobu 12 hodin“. Dostupnost osobních ochranných prostředků se v mnoha zemích lišila, ale všechny země čelily podobnému nedostatku, s nímž se potýkaly při každodenní práci ve vysoce infekčním prostředí.
Nedostatek osobních ochranných prostředků vystavil mnoho zdravotníků riziku nákazy covidem-19. Aby se zdravotníci s tímto nedostatkem vypořádali, sahali k nekonvenčním řešením a museli projevit velkou kreativitu. Používali plastové pytle jako pláště a výřezy z plastových láhví k ochraně očí. Nouzí osobních ochranných prostředků trpí mnohem více nemocnice nacházející se v chudých regionech. Nízkopříjmové státy také dostávají vakcíny pomaleji kvůli jejich nerovnoměrné distribuci. Neumějí je správně skladovat a vyrábět a proočkovat populaci tak rychle jako rozvinuté země. Dětský fond Organizace spojených národů uvedl, že organizace byla schopna získat pouze jednu desetinu z 240 milionů požadovaných masek určených pro rozvojové země. Zatímco se osobní ochranné prostředky stávají méně účinnými opakovaným použitím, jejich dlouhodobé nošení vedlo mimo jiné k poškození kůže u 97 % zdravotníků. K poškození kůže dochází nejčastěji na hřbetu nosu v důsledku nošení obličejových masek.

### Úmrtí
Úmrtí zdravotních sester a lékařů v důsledku covidu-19 byla hlášena z několika zemí. V květnu 2020 zemřelo minimálně 260 zdravotních sester. V březnu 2020 bylo z Itálie hlášeno úmrtí nejméně 50 lékařů. Počet mrtvých v Itálii nadále rostl. Do dubna 2020 umřelo odhadem asi 119 lékařů a 34 sester. Dvě z nich spáchaly sebevraždu kvůli neúnosnému náporu v práci.
Indická lékařská asociace 8. srpna 2020 oznámila, že v Indii zemřelo na covid-19 198 lékařů. K únoru 2021 uvádí nárůst počtu úmrtí na 734; indická vláda nicméně uvedla, že kvůli covidu-19 zemřelo pouze 162 lékařů.

### Nedostatečný počet zaměstnanců
V průběhu pandemie se zdálo, že se všechny země potýkají s nedostatkem zaměstnanců, což platí i pro oblast zdravotnictví. I před pandemií byl nedostatek personálu v lékařské sféře obvyklým jevem. Kvůli covidu se však důsledky tohoto podstavu projevily naplno. Lasater a jeho kolegové poukázali na základě své pozorovací výzkumné studie na extrémní pracovní zátěž sester a syndrom vyhoření, kterému čelí polovina ošetřujícího personálu. Bylo také zjištěno, že „podstav zdravotních sester má nepříznivý vliv na sestry i pacienty“. Bez náležitého počtu zaměstnanců, který by zvládl příliv pacientů s covidem, nemohou zdravotní sestry poskytovat pacientům tu nejlepší péči. Jednoduše chybí kvalifikovaní lidé, kteří by se postarali o všechny nemocné.

### Přijmout výzvu
Covid-19 zasáhl každého a „odborná literatura a sociální média byly zaplaveny příběhy vyčerpaných, vystrašených, někdy diskriminovaných, vyhořelých, přepracovaných sester, které demoralizuje selhání vlády a zdravotnických systémů nebo frustruje lhostejnost veřejnosti vůči dodržování hygienických nařízení“. Tyto problémy zasahují komunitu sester natolik, že ovlivňují jejich psychické i fyzické zdraví. Syndrom vyhoření u sester je velmi závažný, a pokud není kompenzován, promítá se negativně na péči o pacienty. Nejen, že se sestry musí vypořádat s přemírou stresu z přepracování, ale rovněž se stávají oběťmi viru. „ICN odhaduje, že celosvětově připadá asi 10 % případů nákazy covidem-19 na zdravotnické pracovníky.“ Sestry představují obranu veřejnosti proti pandemii, ale kvůli chybějícím zdrojům se samy nemohou zcela ochránit ani poskytnout pacientům tu nejlepší péči. Učit se z problémů a přizpůsobovat se jim je jediným řešením. Nejde o okamžitá a vždy na první pohled zjevná řešení, ale jak se říká, „kde je vůle, tam je cesta“. Jiná výzkumná studie ukázala, že vnímání stresu během pandemie bylo subjektivně menší díky podpoře celé země. Podle závěrů této studie jsou sestry odolné a s podporou ostatních ochotné přijímat nové výzvy.

## Psychologický dopad

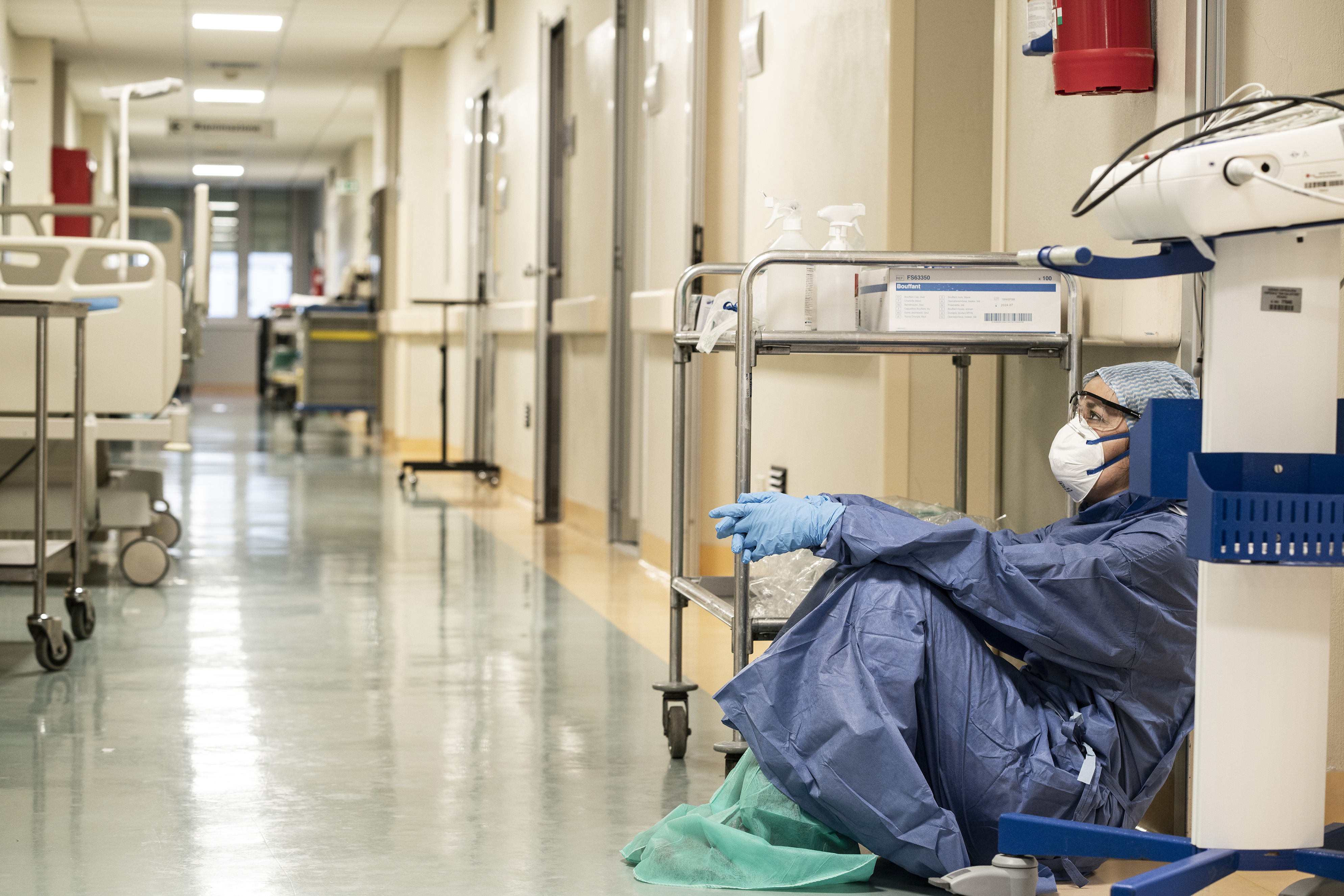
Vyčerpaný anesteziolog v Pesaru, Itálie, březen 2020

Studie ze Singapuru ukázala, že zdravotnický personál pečující o pacienty s covidem-19 hlásil úzkost, depresi a stres. Stupňující se pracovní nasazení se dostává do konfliktu s povinnostmi zdravotníků k rodině a přátelům, což vyvolává psychický stres. Zdravotníci uváděli, že představa možné izolace, karantény nebo onemocnění je naplňuje úzkostí. Karanténu si na druhou stranu pozitivně spojují s minimalizací přímého kontaktu s pacienty a absencí v práci.
Zdravotní sestry, lékaři a další zdravotnický personál, kteří pracoval v první linii v Číně, pociťovali příznaky úzkosti, deprese a potíží se spánkem. Přesněji řečeno, asi 46,04 % dotázaných trpělo úzkostí, 44,37 % depresí a 28,75 % nespavostí. Více než 70 % zdravotníků v čínském Wu-chanu uvedlo psychické potíže.
Zdravotníci jsou vystaveni riziku traumatu nebo jiných stresem podmíněných poruch vyvolaných strachem z onemocnění a z budoucnosti. Posttraumatický stres byl mezi zdravotníky běžný, sestry vykazovaly vyšší náchylnost ke vzniku úzkostných stavů než ostatní personál.
Italská zdravotní sestra spáchala sebevraždu v důsledku tramatizující snahy zachránit životy lidí s covidem-19.
Zdravotnický personál v Mexiku hlásil vysokou míru úzkosti z toho, že by coby potenciální asymptomatičtí přenašeči mohli nevědomky šířit nemoc na své pacienty a jejich rodiny.
Přímým důsledkem práce na covidových odděleních byla vyšší úroveň deprese a syndromu vyhoření u personálu. V jednom experimentu vědci zaznamenali, že „více než 28 % dotázaných si stěžovalo na velké emocionální vyčerpání, vyjímaje ty, kteří pracovali na jiných odděleních.“ Kromě toho více než 50 % personálu uvedlo nízkou míru odosobnění, zatímco covidové sestry a lékaři uvedli vysokou míru v 36,73 % případů. Odosobnění lze definovat jako pocit odpoutání se od sebe sama a od své identity. Bereme-li toto v úvahu, je snadné odvodit, že práce na covidových jednotkách se podepisuje na duševním zdraví personálu. Jiná studie vedená Dr. Woonem a jeho kolektivem zase prokázala depresivní stavy až u 21,8 % covidových pracovníků a extrémně těžkou depresi u 13,3 % sledovaného vzorku.
U zdravotníků ve Spojených státech se negativní účinky psychologického stresu projevily řadou onemocnění s potenciálně závažnými zdravotními následky. Mezi tyto stresem podmíněné nemoci patří kardiovaskulární onemocnění, gastrointestinální symptomy, muskuloskeletální poruchy a další.
Je možné, že výsledky jsou statisticky významné z toho důvodu, že se sledovaní zdravotníci izolovali nebo byli v karanténě. Wu a kol. vysvětlili, že jejich výzkum je dovedl k závěru, že takto postižení jedinci vykazovali více příznaků deprese. V rozporu s tím však vědci usuzují, že deprese nebo vyhoření nemusí být přímým následkem práce na covidových jednotkách, ale může pramenit ze situace, do které byly uvrženy rodiny zdravotníků i oni samotní. Uvádí se, že nesmírné pracovní nasazení vedlo k pocitům vyčerpání a frustrace z toho, že nic nestíhají.
Mnoho sester se kvůli stresu potýká s nedostatkem soucitu a syndromem vyhoření. Syndrom vyhoření je částečně způsoben podstavem sester a tím, že musí zvládat více pacientů, než na kolik stačí. Zvýšená pracovní zátěž si vynucuje delší směny na úkor nadšení z práce a citového vyčerpání.

### Násilí vůči zdravotnickým pracovníkům
Zdravotníci jsou vystaveni násilným trestným činům, jako je napadení. Nemocnice a vlády přijaly přísnější opatření k zajištění bezpečnosti svých zaměstnanců; mnoho zdravotníků však stále čelí značnému riziku fyzického zranění.
Kvůli covidu-19 zažil zdravotnický personál přes 600 případů násilí v různých formách. V Pákistánu došlo k napadení lékařů rodinnými příslušníky zesnulého pacienta, který podlehl covidu-19. V Bangladéši donutili obyvatelé lékaře pozitivního na covidu-19 a celou jeho rodinu opustit svůj domov a oblast tím, že na jeho dům házeli cihly.

### Etická rozhodnutí
The Conversation uvádí, že zdravotníci se budou muset vyrovnat s „morální újmou“ kvůli svým obtížným rozhodnutím, jako je přesun pacienta z ventilátoru nebo odmítnutí lůžka na JIP kvůli omezeným zdrojům. Covid-19 je donutil k mnoha náročným etickým rozhodnutím, včetně riskování přenosu infekce na své rodiny (protože oni sami se vystavují velkému riziku při péči o pozitivní pacienty), rozhodování o tom, jak rozdělit omezené zdroje, jako jsou ventilátory, mezi více potřebných pacientů a kdy zůstat doma, pokud mají podezření, že jsou nakaženi.
Dvě studie ukázaly, že sestry během pandemie čelí extrémnímu stresu. Zažívají jednu z nejvyšších úrovní pracovního stresu ve srovnání s jinými profesemi. Covid-19 změnil způsob sesterské péče o pacienta: mnoho pacientů potřebuje spíše virtuální než osobní kontakt. Několik studií rovněž dokládá, že isolace pro sestry znamená, že se nemohou vrátit domů ke svým blízkým, a proto jsou s nimi ve spojení alespoň virtuálně. Ze strachu před nakažením vlastní rodiny zůstávaly po delší dobu mimo její okruh. Mnoho sester uvedlo, že se ve svém pracovním prostředí necítí bezpečně, riskují své zdraví a nemají podporu ze strany svého zaměstnavatele. 

## Dopad na zaměstnance

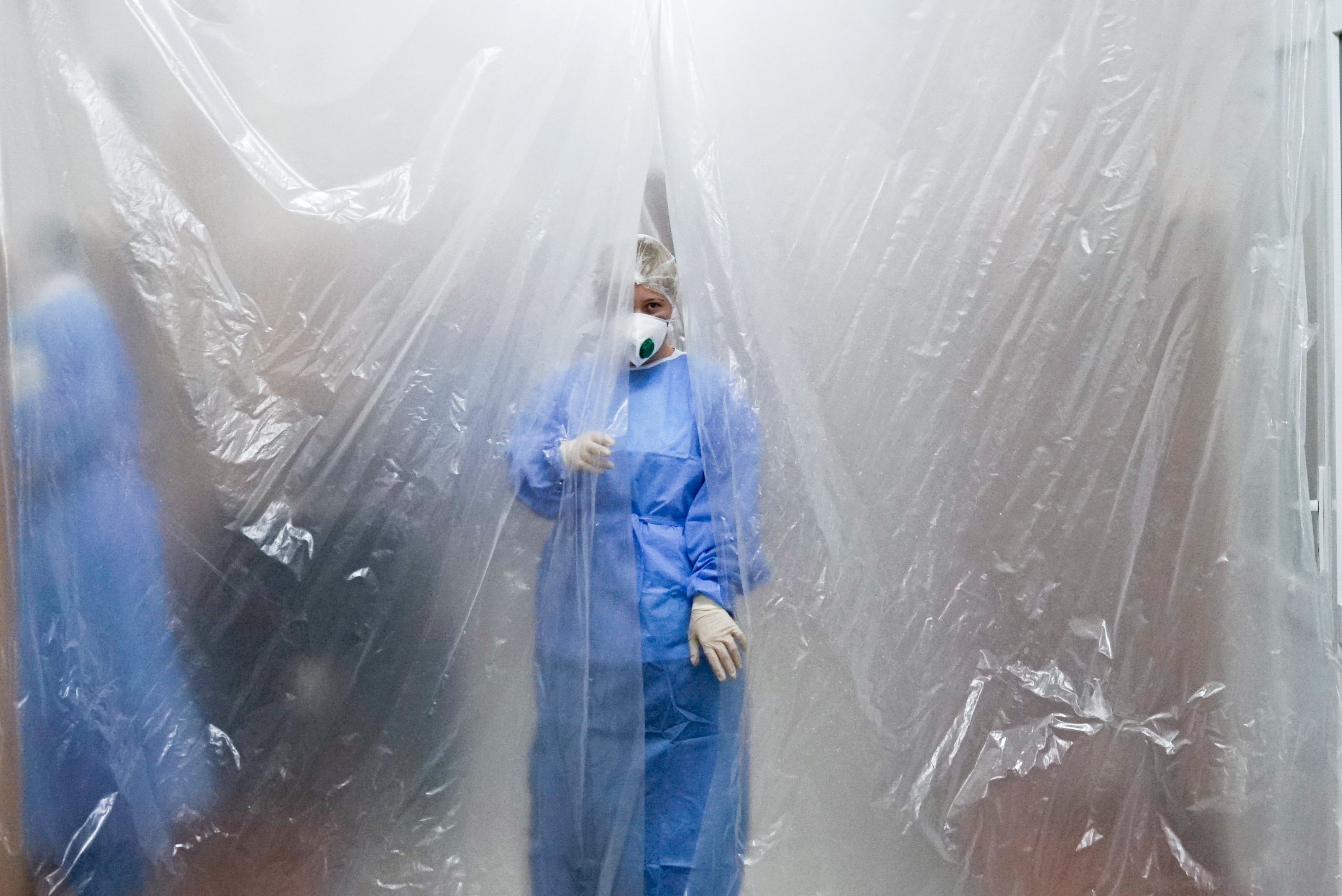
Zdravotnický pracovník během pandemie v Černovicích na Ukrajině

### Ženský personál
Zhruba 70 % zaměstnanců ve zdravotnictví a sociálním sektoru v globálním měřítku jsou ženy. Zastávají disproporční roli v boji s nemocí, ať již jako zdravotnice v první linii, jako ženy v domácnosti, nebo ve vedoucím postavení. V některých zemích čelí nákazám covidu-19 dvakrát častěji než jejich mužské protějšky. Ženy jsou skoro ve všech zemích stále hůře placeny než muži a ve zdravotnictví zastávají méně vedoucích pozic. Masky a další ochranné prostředky jsou navrženy a dimenzovány pro muže, a ženy se tak vystavují většímu riziku nákazy.
Během pandemie covidu-19 jsou ženy ve zdravotnictví náchylnější k vyhoření než muži. Procento zdravotnic trpících úzkostí je dvakrát vyšší než u mužů a pravděpodobnost vyhoření u žen o 55 % vyšší než u jejich mužských kolegů. 

### Všichni zaměstnanci
Pandemie způsobila komunitě sester mnoho stresu. Celostátní průzkum napříč sektory vypovídá, že „71,4 % lékařů a 74,4 % sester zažilo středně až těžce vnímaný stres“. Podle další covidové studie sestry sdílejí běžná témata jako práce přes čas, strach z infekce, omezené zásoby, nekonečný příval pacientů a sebeobětování.
Průzkum napříč sektory dospěl k závěru, že vysoké procento těchto houževnatých sester trpí vysokou úrovní stresu nebo symptomy PTSD. Průzkum rovněž uvádí osm hlavních témat „odvozených z odpovědí sester: (a) práce v izolovaném prostředí, (b) nedostatek osobních ochranných prostředků a nepohodlí při jejich častém používání, (c) problémy se spánkem, (d) intenzita pracovní zátěže, (e) kulturní a jazykové bariéry, (f) nedostatečná podpora ze strany rodiny, (g) strach z nakažení a (h) malé pracovní zkušenosti s covidem-19“ Mnoho z těchto obav je přímým následkem pandemie covidu-19 nebo je pandemie prohloubila. Nedostatek sester přispěl k rychlému vyhoření těch stávajících, což má dopad na jednotlivce a jejich pracovní vytížení. Sestry čelí zvýšenému stresu a náchylnosti k duševním chorobám v důsledku přepracování a počtu pacientů, které mají na starost.

## Doporučení

### Světová zdravotnická organizace
Světová zdravotnická organizace vydala následující klíčová doporučení k zamezení šíření infekce covidu-19 mezi zdravotníky:
- Školení zdravotnického personálu na rozpoznání respiračních onemocnění
- Zajištění přednostního přístupu k osobním ochranným pomůckám
- Poskytování psychologické podpory zdravotníkům
- Rutinní provádění dohledu v nemocnici
- Připuštění toho, že každý zdravotnický systém má své slabiny

### Centra pro kontrolu a prevenci nemocí
Centra pro kontrolu a prevenci nemocí vydala pokyny k omezení přenosu a snížení pracovního stresu zdravotníků v pandemii covidu-19:

#### Prevence nákazy
- Využijte telemedicínu, kdykoli to umožňuje situace [53][54]
- Prověřte každého, kdo vstoupí do zdravotnického zařízení, zda nevykazuje příznaky covidu-19
- Používejte vhodné pokrývky obličeje v závislosti na lékařském zásahu (např. N95 pro postupy vytvářející aerosol)
- Vytvořte plán k určení a sledování podezřelých a potvrzených případů, abyste mohli okamžitě zavést karanténu
- Přeorganizujte čekací prostory a instalujte zábrany k udržení fyzického odstupu
- Dodržujte hygienu rukou a častou dezinfekci povrchů

#### Zvládání pracovního stresu

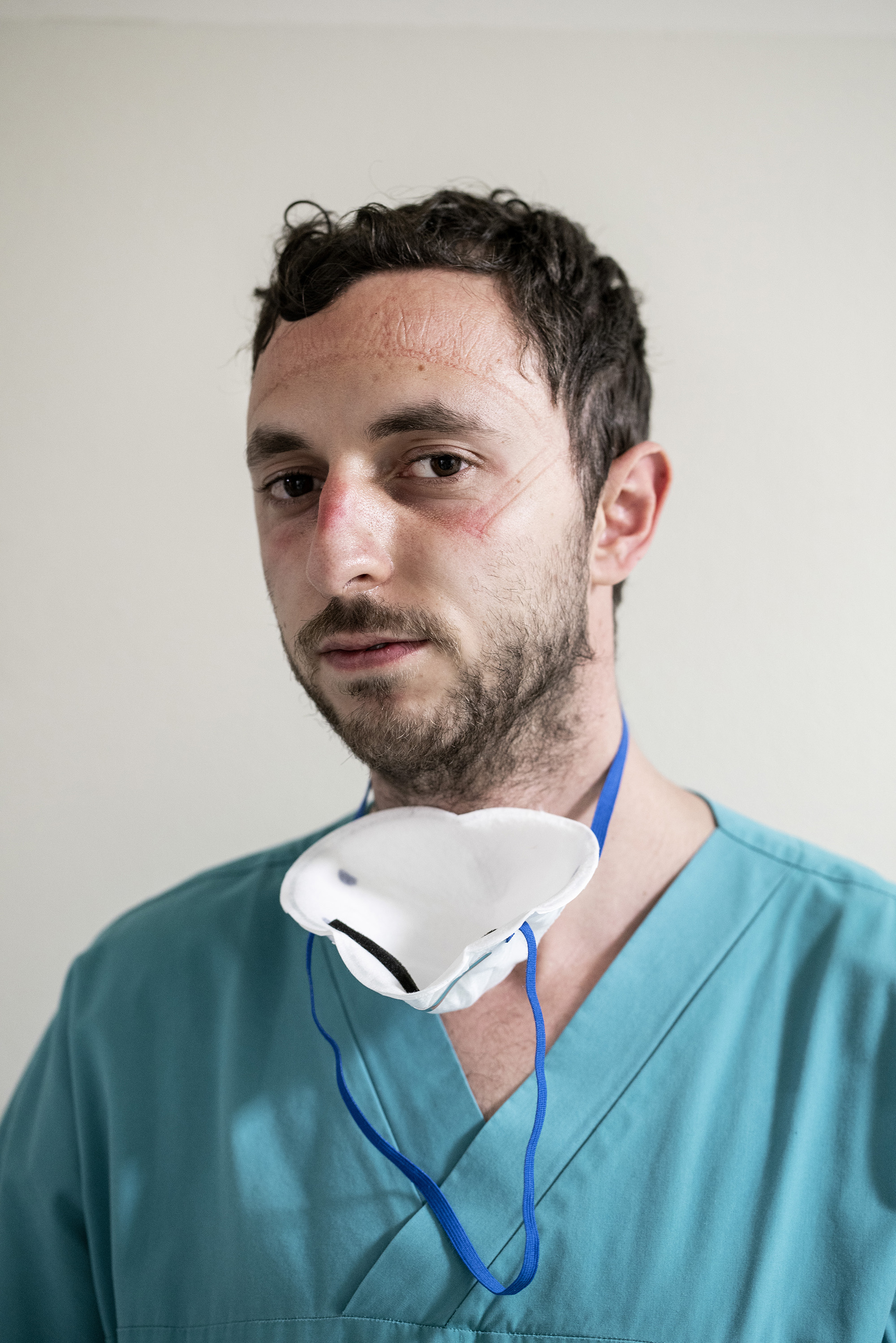
Anesteziologický bratr v nemocnici San Salvatore v Pesaru v Itálii na konci směny 18. března 2020

Přehled z Cochranovy databáze z roku 2020 uvádí, že chybí přesvědčivé důkazy o tom, že by trénink odolnosti zvýšil úroveň individuální odolnosti zdravotníků. Vzhledem k omezenému počtu klinických hodnocení (celkem 44 randomizovaných studií) autoři doporučují opatrnost při vyvozování definitivních závěrů a doporučují více studií s vylepšeným designem.
Další doporučení:
- Průběžně informujte kolegy a nadřízené ohledně pracovního stresu[56]
- Pokuste se o pravidelný režim spánku a jídla
- Jezte zdravě
- Dbejte na psychickou hygienu[57]
- Cvičte a udělejte si čas na koníčky mimo práci
- Dělejte si přestávky ve sledování, čtení a poslechu zpráv
- Cvičte techniky rozvoje vnímání, jako jsou dechová cvičení a meditace
- V případě potřeby si promluvte s odborníkem na duševní zdraví
- Technologie (online poradenství) může poskytnout podporu ohledně snížení rizika nespavosti, úzkosti a deprese/vyhoření.[34]

### UNFPA
UNFPA doporučuje, aby všechny ženy a dívky měly stálý přístup k službám v oblasti sexuálního a reprodukčního zdraví. V souladu s národními směrnicemi a standardy zahrnují některé služby pro ženy a dívky prenatální, perinatální a postnatální péči a screeningové testy.

### Karolinska institut
Karolinska Institute doporučuje zdravotníkům, aby se o sebe starali, vyhýbali se neužitečným postupům, zůstávali v kontaktu s blízkými, neobviňovali se a řekli si v případě, že potřebují fyzickou nebo psychickou pomoc.